# José Stillitano
José Stillitano ou Giuseppe Stillitano (Sorocaba, 16 de setembro de 1897 — Sorocaba, 20 de março de 1981) foi um futebolista brasileiro, que jogou como goleiro titular do Club Athlético Paulistano nos anos de 1915 e 1916, sagrando-se campeão do Campeonato Paulista de Futebol de 1916 (APEA).

## Biografia
Stillitano também entrou para a história por ter atuado como goleiro no primeiro jogo da Sociedade Esportiva Palmeiras, então Palestra Itália, em 24/01/1915 contra a equipe do Savóia da cidade de Votorantim. Emprestado pelo Paulistano, Stillitano não decepcionou e não sofreu nenhum gol na partida que terminou com vitória do Palestra Itália por dois gols a zero.
Anos depois, após formar-se em medicina, Stillitano mudou-se para Sorocaba no interior de São Paulo onde passou a exercer a profissão com grande destaque, incluindo a liderança do corpo médico na Santa Casa de Sorocaba. Nas décadas de 1930 e 1940 a habilidade do médico atraia para a Santa Casa pacientes até mesmo de outros Países.
José Stilitano morreu com 83 anos, na madrugada do dia 20 de março de 1981, em Sorocaba.
Em reconhecimento pelos anos de benemerência e dedicação na área de saúde, após a sua morte foram colocados um sino e um busto na Santa Casa de Sorocaba.
Em 1982 o Deputado Estadual Archimedes Lammoglia apresentou projeto que concedeu a denominação de "Dr. José Stillitano", à SP-97, Rodovia que liga Sorocaba a Porto Feliz, no trecho Sorocaba - Castello Branco.

## Títulos
Paulistano
- Campeonato Paulista de Futebol de 1916 (APEA)